# 奥利弗·克伦威尔 (美国士兵)
奥利弗·克伦威尔（英文：Oliver Cromwell，1752年5月24日—1853年1月）是一名新泽西第二团非裔美国人士兵，他也是一位自由黑人，曾参與美國獨立戰爭中的特倫頓戰役、普林斯顿战役、布兰迪万河战役、蒙茅斯战役以及約克鎮圍城戰役。約克鎮圍城戰役結束後退伍，总司令乔治·华盛顿授予他功勋勋章。他共有15个孩子。